# Padre Quevedo
Óscar González-Quevedo Bruzón, S.J., mais conhecido como Padre Quevedo (Madrid, 15 de dezembro de 1930 — Belo Horizonte, 9 de janeiro de 2019), foi um padre jesuíta de origem espanhola naturalizado brasileiro desde 1960. Foi professor universitário de Parapsicologia no Centro Universitário Salesiano de São Paulo (UNISAL) e do Centro Latino-Americano de Parapsicologia (CLAP) até o ano de 2012, quando se aposentou. No CLAP, onde era diretor, realizou estudos, difusão e pesquisa no campo da Parapsicologia e da Psicologia. É considerado um dos maiores expoentes do mundo nessa área, tendo 5 carreiras acadêmicas: Humanidades Clássicas, Filosofia e Psicologia na Universidade Pontifícia de Comillas na Espanha; doutor em Teologia formado na Faculdade de Nossa Senhora de Assunção em São Paulo, além de ter pós-graduação e doutorado em Parapsicologia. Por seus trabalhos foi distinguido com Diploma de Gratidão e Medalha de Ouro da cidade de São Paulo, outorgado pela Câmara Municipal. Bem como, recebeu Diploma de Honra do IX Congresso Internacional de Parapsicologia de Milão, além de ser distinguido especialmente com um voto expresso e unânime de agradecimento e reconhecimento pelo seu trabalho, pelos participantes no I Congresso Internacional de Psicotrônica (Parapsicologia aplicada) realizado em Praga, na República Checa.
Autor de 17 livros, muitos dos quais traduzidos para outras línguas, sendo os mais famosos: A Face Oculta da Mente, As Forças Físicas da Mente (1964) e Antes que os Demônios Voltem (1989). Seus livros já foram considerados por membros da Society for Psychical Research de Londres e a International Foundation of Parapsychology de Nova York, como a melhor coleção de obras de Parapsicologia do mundo.
Foi também membro de honra do Instituto de Investigações Parapsicológicas de Córdoba, bem como membro de honra de diversas instituições em países como EUA, Espanha, Portugal, Japão, México, Argentina, Chile, Paraguai, Uruguai, Bolívia, Peru, entre outros. Também deteve o título de "Master Magician" (Metamágico), que lhe fez ser um dos cinco mestres em ilusionismo e mágica do mundo.
Além do espanhol e português, lia e falava fluentemente latim, grego, hebraico, inglês, francês, aramaico e italiano, podendo recitar de cor toda a bíblia em latim.
Com um sotaque carregado e sempre polêmico, ficou famoso pelo bordão: "Isso non ecziste!", renegando posicionamentos supersticiosos de religiosos e ditos paranormais que afirmavam que podiam controlar ou realizar milagres através de intervenção do além. Tais práticas eram consideradas e demonstradas pelo padre Quevedo como ilusionismo, charlatanismo e/ou curandeirismo. Para Quevedo uma intervenção supranatural do além para o aquém são raríssimas e só podem ser realizadas exclusivamente por Deus.
Suas ações de expor fenômenos muitas vezes tidos como inexplicáveis e desmascarar farsantes lhe renderam fama, a qual o levou a inúmeros programas de televisão como o Fantástico, Programa do Jô, Programa do Ratinho, Agora é Tarde, SuperPop, Tribuna Independente, Sem Censura, Programa Livre, De Frente com Gabi, O Estranho Mundo de Zé do Caixão, Programa Silvia Poppovic, QG Podcast, entre diversos outros. Também participou de programas de televisão na Argentina, Chile, Espanha e Portugal, onde explicava cientificamente a origem de diversos fenômenos tidos como sobrenaturais. Demonstrava que na maioria dos casos, os mesmos se tratavam de truques de ilusionismo ou raramente eventos parapsicológicos que podiam ser explicados à luz da ciência. Seu sucesso lhe garantiu uma série na Rede Globo, em horário nobre dentro do programa Fantástico, chamado de "Padre Quevedo — O Caçador de Enigmas" que foi ao ar aos domingos entre 02 de janeiro e 05 de maio de 2000, no qual desvendava truques e fenômenos paranormais, refutando o que era falso e esclarecendo o que era verdadeiro. O sucesso do programa era tão alto que a audiência atingia picos de 42 pontos.

## História

### Infância
Óscar González-Quevedo Bruzón era filho do espanhol Manuel González-Quevedo Monfort, deputado tradicionalista de Madrid, – ligado à corte do rei Alfonso XIII – e de Ángeles Bruzón, de Gibraltar.  Quando tinha três anos de idade viu o seu pai ser preso pela Frente Popular Espanhola por criticar o regime vigente no país, o qual vinha perseguindo o catolicismo, queimando conventos e matando padres e freiras, sendo assim levado para um campo de trabalhos forçados.
Aos 7 anos de idade, quando visitou seu pai pela última vez, o viu recomendar que sua mãe, juntamente com o irmão dela, se passassem por um casal e fugissem do país para garantir a seguranças das crianças, pois para ele o seu destino como mártir cristão já tinha sido definido. Posteriormente, sua mãe, que tinha sofrido um atentado de assassinato e perdido três irmãos devido a perseguição governamental, comunicou a Quevedo logo quando este fez a primeira comunhão no norte da Espanha que seu pai teria sido fuzilado durante a Guerra Civil Espanhola, sendo suas últimas palavras: "Viva Cristo Rei!". O papa João Paulo II o teria beatificado juntamente com mais 497 mártires.
Vivendo um exílio forçado em seu próprio país, foi morar clandestinamente em Gibraltar. Passou a viver com seus tios, sendo um deles, Horácio, chefe espírita em Gilbraltar e outro chefe teósofo em Tânger. O primeiro recomendou a Quevedo a leitura de diversos livros de espiritismo, esoterismo, teosofismo e ocultismo, o que segundo o próprio Quevedo, teria enchido sua "cabeça de minhocas". Sua prima, Tereza González-Quevedo, mas conhecida como "Teresita" – que foi proclamada venerável pelo papa São João Paulo II  lhe ensinou os primeiros "truques de mágica" com cartas, o que fez Quevedo se admirar ainda mais pelo ilusionismo. Tempos depois, após ter entrado na faculdade e ter feito longos estudos de livros de Parapsicologia, abandonou os ensinos espíritas, teosóficos, esotéricos e ocultistas e criou uma verdadeira paixão pelas explicações racionais para os fenômenos através da Parapsicologia, sendo que todos os seus trabalhos, seminários para licenciaturas, mestrado e doutorado sempre foram voltadas para a área. Posteriormente, ele passou a explicar o que aprendera através da Parapsicologia ao seu tio Horácio, contribuindo assim para sua conversão ao catolicismo.

### Vocação
Ao estudar Humanidades Clássicas na Universidade Pontifícia de Comillas na Espanha, descobriu sua vocação religiosa, formando-se, posteriormente, em Filosofia e Psicologia na Universidade de Santander e decidiu ir para um seminário jesuíta. Enquanto esteve estudando, aprofundou-se nos estudos sobre o “além”, particularmente sobre magia e ilusionismo e acabou se tornando conhecido no campus da faculdade.

### Brasil
O então reitor da Faculdade de Filosofia, Padre Vicente González, conhecendo o interesse de Quevedo pelo ocultismo, recomendou que o mesmo viajasse para o Brasil, um campo fértil para pesquisadores do sobrenatural, visto a forte superstição da cultura popular. Quevedo desembarcou no Rio de Janeiro e foi para um seminário em São Leopoldo, no Rio Grande do Sul, onde residiu por 3 anos e em 1961 foi ordenado padre após estudar Teologia no Colégio. Naturalizado brasileiro, passou a afirmar de maneira orgulhosa que se considerava mais brasileiro do que os próprios brasileiros nascidos no Brasil, porque estes últimos não tiveram a opção de nascer ou não no Brasil, mas ele teria optado em querer ser brasileiro, e brincava dizendo que por não ser perfeito ainda tinha tido 29 anos como espanhol.

### Polêmica: Voto de Silêncio
Quando chegou ao Brasil, Quevedo dedicou ao estudos da parapsicologia e escreveu em 1964, o renomado "A Face oculta da Mente" e muitos outros ao longo da década de 1970, tendo inclusive participado de uma matéria do Fantástico em 1979, onde questionava o poder dos curandeiros. Contudo, em 1981, surgiram dificuldades e mal entendidos, e sofreu pressões por oito anos. Um de seus superiores da Companhia de Jesus achou que a Parapsicologia era herética e mandou-o ficar em silêncio, proibindo, mesmo sem ler, a divulgação e venda de sua tese doutoral, a obra “Antes que os Demônios Voltem”. Quevedo pelo voto de obediência, ficou em silêncio por seis anos até que Dom Luciano Mendes de Almeida buscou tomar medidas referentes ao caso. Dom Paulo Evaristo Arns foi a Roma esclarecer o caso perante a Igreja, a qual desconhecia os eventos. Os membros da Santa Sé ao lerem o livro se maravilharam com o conteúdo, sendo a partir de então recomendado em diversas universidades. As incompreensões foram superadas, o seu superior foi substituído, Quevedo saiu do silêncio e o CLAP foi reaberto, e desde então Quevedo passou a ter o apoio dos Jesuítas e também dos bispos. A CNBB (Conferência Nacional dos Bispos do Brasil) solicitou-lhe durante muitos anos que ministrasse anualmente curso de Parapsicologia para sacerdotes e agentes de pastoral até o dia que o mesmo se aposentou.

### Participações na TV
Na década de 1970, a Rede Globo trouxe ao Brasil o ilusionista Uri Geller, o qual afirmava que dominava eventos paranormais. Após um encontro de cinco horas no ar com o Padre Quevedo, este último demonstrou que o que Uri Geller fazia de entortar colheres, garfos, facas, chaves e quebrar relógios não passava de truques de ilusionismo. No dia seguinte o próprio Uri Geller reconheceu que tudo não passava de técnicas, contudo, para não ter que se retratar em público, Roberto Marinho e Adolfo Bloch prometeram ao Padre Quevedo que em troca de uma retratação por parte de Uri Geller, ele pegaria o primeiro voo e nunca mais se falaria nele tanto na Rede Globo como na Rede Manchete. A Rede Manchete até cogitou a possibilidade de lançar no dia seguinte, na revista Manchete, o resultado do confronto, onde o Padre Quevedo aparecia levitando Uri Geller, com o seguinte título: Padre Quevedo x Uri Geller, nocaute no 1º round.
Na década de 1980, outro refutado pelo padre parapsicólogo foi o médium Thomas Green Morton, que afirmava ter poderes de entortar talheres, exalar perfume e que fazia luzes emanar de seu corpo. O Padre Quevedo demonstrou que a luz que Thomas G. Morton afirmava emanar do corpo, se tratava de um truque através de uso de fósforo que se inflamava em contato com o ar.
Especialmente durante a década de 1990, participou de diversos programas televisivos onde debatia com médiuns, pastores, ufólogos, ateus e curandeiros. Sempre quando alguém alegava um poder excepcional, o Padre Quevedo dava uma explicação científica ou ainda realizava a mesma coisa que o dito mediúnico. No programa no SBT de Silvia Poppovic, que abordava o tema mediunidade, o médium Ivan Trilha, atravessou um fio pela garganta de uma pessoa da plateia, afirmando que se tratava de um poder excepcional, e que ela não sangraria nem sentiria dor, embora a mulher se queixasse de dores e sangue. No mesmo momento que o dito médium realiza a apresentação, o Padre Quevedo atravessou a própria garganta com um grande alfinete de fralda, sem sangue ou dor, alegando que o que Ivan fazia ele também fazia, pois se tratava de faquirismo e não de um poder mediúnico.
No programa Globo Repórter, o Padre Quevedo demonstrou que as ditas materializações no algodão, realizadas por Dona Ederlazil, não passavam de truques vulgares: a mulher escondia uma das mãos e depois trazia os objetos e jogava sobre o algodão molhado. Tempos depois, o Padre Quevedo provou que uma dita casa fantasma que pegava fogo tinha as chamas geradas por truque através de barbantes embebidos em querosene. Certa vez o Padre Quevedo foi convidado a gravar uma série de reportagens sobre Nossa Senhora de Guadalupe e seus milagres. A Rede Globo pretendia que ele desse conotação espírita ao fenômeno. Evidentemente que ele não concordaria e, simplesmente, sua participação nunca mais aconteceu na emissora.

### O Caçador de Enigmas
Parapsicólogo famoso, comumente chamado em programas de auditório brasileiros para dar explicações sobre fenômenos desconhecidos, lhe fez uma figura famosa no Brasil. Tal notoriedade também lhe rendeu uma série dentro do programa Fantástico, chamada de “O Caçador de Enigmas”, em que tinha como objetivo dar a interpretação para fenômenos paranormais. O programa sucedeu o de Mr. M, e o objetivo inicial era que Quevedo fizesse o personagem cujo título seria “Mr. Q”. Porém negou, mesmo porque seu superior, José Antônio Netto, da Ordem dos Jesuítas era contra a associação da imagem do padre com a do mágico estadunidense.
O programa ia ao ar nos domingos a cada 15 dias, entre 02 de janeiro a 05 de maio de 2000 com audiência que atingia picos de 42 pontos. Entre os diversos episódios, no referente a telecinesia, ele comprovou que os objetos que eram arremessados contra as paredes ou contra pessoas em uma dita casa mal assombrada não tinham nada de sobrenatural, mas eram eventos fabricados por uma das filhas do casal, conforme registrado pelas câmeras de filmagens instaladas. Em outro episódio o Padre Quevedo ficou cara a cara com Marcos Fabian Vieira, um homem que afirmava ter feito um pacto com o diabo e que o incorporava. Na oportunidade o padre entrevistou o dito Lúcifer incorporado e começou a falar com ele em hebraico, uma língua semelhante ao aramaico, que Jesus falava e a qual teria sido usada por Satanás para lhe tentar no deserto. Sem entender uma palavra o mesmo começou a se irritar, então o Padre Quevedo, de joelhos, pediu para que com os seus poderes lhe dobrasse o dedo, mas o dito 'Lúcifer' falou que tinha algo reservado para o padre. Sem titubear Quevedo lhe pediu para que o matasse, mas o mesmo apenas disse que a morte lhe estava reservada; treplicando, Quevedo pediu que marcasse uma data, pois de maneira jocosa fez graça com a situação afirmando que era cardíaco e como tal, uma hora morreria como qualquer outra pessoa. Para Quevedo afirmou que com boa ou má intenção, Marcos Fabian não sabia nada sobre o que ou quem era Lúcifer, estando o tempo todo errado.
Mesmo com um aumento médio de 5 pontos na audiência em comparação ao programa anterior, do Mr. M, a série foi finalizada em maio de 2000. Embora o Padre Quevedo tenha demonstrado um grande apreço pela equipe do Fantástico, é possível que a série tenha sido interrompida por um dos chefes da Rede Globo por achar desagradável a desmistificação de suas crenças. Provavelmente os argumentos do Padre Quevedo começaram a ser resumidos nos episódios, depois começaram a cortar os desafios; se em um episódio se desvendava fraudes espíritas, logo um programa dedicado ao espiritismo vinha em outra grade da emissora. Até que o programa chegou ao fim.

### Desafios
Após o final do contrato com a Rede Globo, o Padre Quevedo voltou a participar de debates e entrevistas em outras redes de televisão no Brasil e na América Latina. Um dos debates mais marcantes ocorreu entre o mesmo e Inri Cristo, o qual dizia ser a reencarnação de Jesus Cristo. O debate ocorreu na programa TV Tribuna, da TV Iguaçu, filiada ao SBT, onde Quevedo, para provar que aquele que se intitulava a reencarnação de Jesus Cristo era um farsante, falou com ele em latim, grego e hebraico, mas, Inri Cristo não entendia o que ele dizia. Em seguida lhe pediu que acrescentasse um dedo ao presidente Lula, o que só irritava ainda mais Inri Cristo. Posteriormente, ambos se encontraram no Programa do Ratinho, onde o Padre Quevedo desafiou que Inri Cristo dobrasse-lhe o dedo com os seus poderes ditos divinos. O padre chegava a chamá-lo de "Inri Crista", porque seria muita crista dele comparar-se a Cristo.

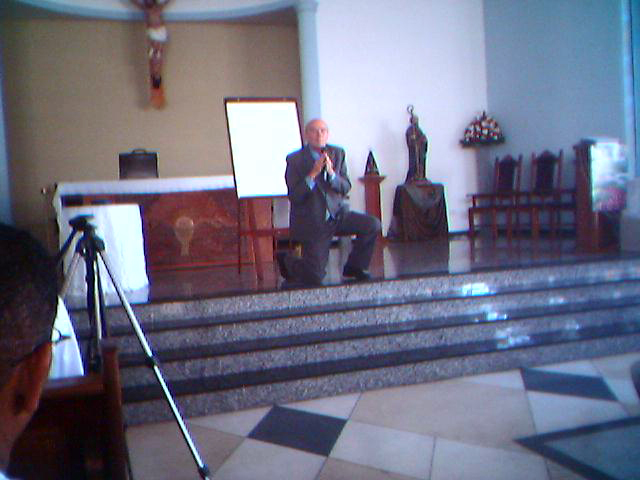
Padre Quevedo em um seminário (São José dos Campos - SP) implorando de joelhos para que o demônio o ataque.

Por desafiar pessoas que afirmavam ter poderes sobrenaturais sobre este mundo, como deixar alguém doente ou até matar uma pessoa através de feitiçaria, sempre desdenhoso e rindo dos feiticeiros pedia que estes fizessem feitiços contra ele: "Venham todos contra mim! Por favor! Não tem poder nenhum! Isso não existe!". Normalmente sempre lançava a aposta de 10 mil dólares (que não os tinha, mas sabia em que apostava) se alguém através de ditos poderes sobrenaturais pudesse lhe dobrar o dedo: "Te dou 10 mil dólares se com teus poderes me dobrares esse dedo!". Em sua última apresentação em TV aberta, no programa Agora é Tarde, apresentado por Danilo Gentilli, o Padre Quevedo apresentou um cheque de 200 mil reais, afirmando que o daria a quem, com pretendidos poderes sobrenaturais, pudesse dobrar o seu dedo.
No ano de 2012 o Padre Quevedo resolveu atender ao pedido da Companhia de Jesus e encerrou suas atividades devido a sua idade avançada. A partir de então passou a residir em Belo Horizonte (MG), na residência jesuíta Irmão Brandão, onde ficava recluso e não dava mais entrevistas, embora continuasse escrevendo e enviando suas informações para São Paulo, onde eram postadas por sua equipe na internet. Quem mantinha contato com ele eram os funcionários do Instituto Padre Quevedo de Parapsicologia, que já avisaram que o museu – paixão de Quevedo – estava concluído.

## Carreira
Conforme o Dr. Francisco Vásquez, especialista em cirurgia Digestiva e Geral da Academia de Ciências Médicas de Catalunha e da Segurança Social Espanhola, o Padre Óscar Gonzalez-Quevedo Bruzón, através do seus cursos de divulgação abriu, ao numeroso público, as portas do conhecimento do enigma humano. Médicos, psicólogos, licenciados e universitários em geral puderam matizar e precisar conceitos dentro desse vasto mundo oculto, do qual o psiquismo humano é portador inconsciente. Seus livros foram acolhidos como extraordinário interesse e a prova são as numerosas edições. Tornando-se o CLAP orgulho para o Brasil e referência em Parapsicologia para toda a América Latina, por ser ele, farol constante de esclarecimentos e de veracidade, para onde dirigem seus olhares, entre outros, os países da velha Europa.
Como cientista o Padre Quevedo estudou os fenômenos parapsicológicos em todo o mundo para apresentar à sociedade uma explicação reta e científica referente aos eventos naturais. Como sacerdote, deteve-se a eliminar os erros de interpretação, separar a verdade da superstição e diferenciar o verdadeiro do falso milagre. Segundo o mesmo "o Brasil seria o país mais supersticioso do mundo", campo fértil para charlatões das mais diversas espécies. Assim argumentava que a primeira hipótese para os casos ditos miraculosos é sempre a fraude, onde o charlatão busca enganar os demais através de truques e técnicas de ilusionismo; a segunda hipótese e bem mais rara seria a manifestação de um fenômeno parapsicológico que não pode ser controlado pelo seu autor; e por fim, rarissimamente o milagre que só pode ser realizado exclusivamente por Deus, nunca por ação de homens ou espíritos dos mortos.
Quevedo, dentre diversas obras, abordou sobre os eventos parapsicológicos na obra  "A Face Oculta da Mente" e sua continuação em "As Forças Físicas da Mente" (2 tomos).  Em ambos os livros o jesuíta afirma que os fenômenos parapsicológicos de efeitos físicos são muito mais raros que os de efeitos psíquicos. Mesmo entre as pessoas dotadas capazes de produzi-los é muito comum manifestar apenas os fenômenos de efeitos físicos mais simples, como: tipologia (golpes e pancadas sobre a mesa ou paredes sem contato ou com contato suficiente), fotogênese (luzes errantes) ou em último caso bem mais raro, a telecinesia (movimentos de objetos sem contato).

### O CLAP
Após decidir morar em São Paulo, por causa da Faculdade Anchieta, vinculada a comunidade Jesuíta, fundou em 11 de maio de 1970, o Centro Latino-Americano de Parapsicologia (CLAP) – dedicando-se ao estudo, pesquisa e difusão da Parapsicologia. Nesse lugar, funcionava a maior Biblioteca de Parapsicologia do mundo, com quase 10 mil livros sobre o assunto e temas correlatos, além de slides, fitas de vídeo, fotos e documentos; bem como uma particular Biblioteca de Mágica, considerada por especialistas como a melhor biblioteca de ilusionismo do mundo. Em 2012, o Padre Quevedo se aposentou e sua equipe fundou o Instituto Padre Quevedo de Parapsicologia (IPQ), prosseguindo os trabalhos com as mesmas finalidades e objetivos. No IPQ, além da ampla Biblioteca, do Memorial Padre Quevedo (com todo o acervo de sua vida e obras) se mantém um Museu da Parapsicologia, que coleciona objetos usados em rituais de ocultismo, esoterismo, cultos afro-brasileiros, muitos dos quais encontrados pelas ruas, em encruzilhadas, em cemitérios, e o Padre Quevedo foi recolhendo para mostrar e demonstrar para as pessoas que aqueles objetos não têm poder algum sobre o homem. Segundo o Padre Quevedo, o único 'milagre' que se poderia encontrar lá seria alguma sala sem a imagem de Nossa Senhora de Guadalupe, da qual era muito devoto.

### Charlatanismo
Como maneira necessária para desmascarar charlatões, o Padre Quevedo se tornou um exímio ilusionista, embora muitas vezes não tivesse os instrumentos necessários para realizar um truque, todavia, conhecia as técnicas usadas por falsários como maneira de iludir a população, seja através de técnicas de faquirismo, cirurgias espirituais ou alegação de dominação de faculdades parapsicológicas ou comunicação com os mortos.
Muitos casos de charlatanismo estavam relacionados a práticas de curandeirismo, outros ligados a suposto controle de domínios parapsicológicos afirmavam que com os poderes da mente, dos extraterrestres ou ainda dos mortos, poderiam entortar colheres, materializar objetos, emanar luzes, criar fogo ou levitar uma pessoa. Em todos os casos apresentados, o Padre Quevedo sempre apresentava uma explicação natural para os eventos, sendo na maioria deles técnicas de ilusionismo que o próprio sacerdote também demonstrava perante o público para comprovar que tudo não passava apenas de uma técnica de ilusionismo que os charlatões se utilizavam para enganar o público.

### Curandeirismo
Quevedo desde o início de sua carreira no Brasil teve a preocupação em combater o Charlatanismo (Artigo 283, do Código Penal Brasileiro) e o Curandeirismo (Artigo 284, do Código Penal Brasileiro) pregados por pretendidos médiuns. Afirmava com veemência que os curandeiros muitas vezes não cobravam diretamente pelos seus serviços, mesmo assim de maneira indireta muitos deles recebiam verdadeiras fortunas. Os grandes curandeiros estariam sempre ligados a uma máquina propagandística e as cirurgias espirituais eram na verdade Exercício Ilegal da Medicina (Artigo 282, do Código Penal Brasileiro), onde o médium perante o paciente sugestionava o mesmo a neutralizar a dor, mas deixava-lhe a doença. Quevedo entrevistou incontáveis pessoas que se consultaram com o famoso médium José Pedro de Freitas, o Zé Arigó (1921-1971), e demonstrou que 90% das pessoas eram sugestionadas pelo médium e diziam que os problemas de saúde não tinham sido resolvidos.
Padre Quevedo afirmara: "O curandeiro é sempre perigoso e, quando cura, é criminoso! Porque tira a dor, mas deixa a doença, tira o sintoma, mas deixa a causa!".
Para desmascarar os charlatões, Quevedo, como ilusionista, aprendeu as técnicas usadas pelos médiuns para fazer 'cirurgias espirituais'. Muitas vezes usando de facas ocas que derramavam sangue pelo cabo, dando a falsa impressão que o paciente teria sido cortado, em seguida fazia-se pressão sobre o abdome do paciente e com habilidades técnicas dava-se a impressão que tumores ou até mesmo objetos estão saindo de dentro do sugestionado através das mãos do médium. Muitas vezes eram usadas vísceras de animais, principalmente galinhas. Ao final, limpava-se a região supostamente cortada com algodão, dando a falsa impressão que a pessoa teria passado por uma cirurgia espiritual, assim teria uma cicatrização instantânea e perfeita; sem marcas de cortes.
Quevedo dedicou uma obra denominada "Curanderismo: um Mal ou um Bem?", que posteriormente foi relançado com novo título, "O Poder da Mente na Cura e na Doença", para tratar de assuntos relacionados ao poder do psiquismo e as doenças a ele relacionado, fazendo uma abordagem referente aos serviços, diagnósticos e adivinhação realizado pelos curandeiros, além de curas parapsicológicas, curas a distância e a medicina psicossomática.

### Demonologia
O pioneirismo do Padre Quevedo ao escrever o livro "Antes que os Demônios Voltem", lançado em 1981 e retirado pela 'censura', só foi publicado de fato no início de 1989 e tornou-se uma das melhores obras já realizadas sobre demonologia. A obra examina com profundo critério científico, abarcando os mais diversos ângulos da História, Teologia, Filosofia, Psiquiatria e Parapsicologia sobre os eventos. O livro destaca os mais fantásticos casos de demonologia explicados através de fenômenos parapsicológicos: levitação, estigmas, feitiços, movimentos de objetos, penetração da matéria, adivinhações, entre outros.
Em seus estudos o padre parapsicólogo busca apresentar a questão de fenômenos atribuídos aos demônios do ponto de vista doutrinal e experimental; filosófico e teológico, além de psicológico e parapsicológico, unificando as teorias e a ciência em explicações naturais. Com uma rica bibliografia a obra visa tomar posicionamentos maduros através da fé e da razão, dando sentido teológico para o que é espiritual e explicações científicas para as questões naturais.

## Morte
Óscar González-Quevedo Bruzon, aos 88 anos, veio a falecer na madrugada do dia 9 de janeiro de 2019, em Belo Horizonte, MG, por complicações cardíacas. Quevedo morreu na Casa Irmão Luciano Brandão, no Bairro Planalto, na capital mineira, onde são atendidos jesuítas idosos e com problemas de saúde. Ele morava no local desde 2012. O velório foi realizado no Ginásio da Faculdade Jesuíta de Filosofia e Teologia e foi enterrado no Cemitério Bosque da Esperança.

## Publicações
- 1964. A Face Oculta da Mente (392 páginas);
- 1968. As Forças Físicas da Mente – Tomo I e II (567 páginas);
- 1975. O poder da mente humana - Coletânea de 1 a 9 (1936 páginas)
- 1975. Curandeirismo: um Mal ou um Bem? (O Poder da Mente na Cura e na Doença) (456 páginas);
- 1979. O Poder da Mente na Cura e na Doença (Curandeirismo: um Mal ou um Bem?) (453 páginas);
- 1982. O que é Parapsicologia? (124 páginas);
- 1989. Antes que os Demônios Voltem (547 páginas);
- 1991. Há Provas de que os Mortos Agem? (324 páginas);
- 1992. As Provas da Ciência (326 páginas);
- 1992. Identificação dos Mortos? Uma sensacional polêmica (287 páginas);
- 1993. Os Espíritos e os Fenômenos Parafísicos (246 páginas);
- 1993. As provas da ciência, e grandes desafios em dinheiro aos espíritas (328 páginas)
- 1993. Palavra de Iahweh (343 páginas);
- 1996. Nossa Senhora de Guadalupe (53 páginas);
- 1996. Milagres - A Ciência Confirma a Fé (486 páginas);
- 2009. Os Milagres e a Ciência (786 páginas);
- 2013. Corpos Incorruptos (137 páginas); e
- 2013. Revitalizações na História Sagrada (73 páginas).